# 特羅特鎮區 (密蘇里州卡羅爾縣)
特羅特鎮區（英語：Trotter Township）是位於美國密蘇里州卡羅爾縣的一個行政鎮區。

## 地方資料
特羅特鎮區的面積為93.59平方千米，當中陸地面積為93.57平方千米，而水域面積為0.02平方千米。根據2020年美國人口普查的數據，當地共有人口192人，而人口密度為每平方千米2.05人。